# Sweetbitter
Sweetbitter  – amerykański serial telewizyjny (dramat) wyprodukowany przez Sleeping Indian Inc.  oraz Plan B Entertainment, który jest luźną adaptacją powieści o tym samym tytule autorstwa Stephanie Danler. Serial był emitowany od 6 maja 2018 roku do 18 sierpnia 2019  roku przez Starz.
20 grudnia 2019 roku stacja kablowa Starz ogłosiła zakończenie produkcji serialu po dwóch sezonach.
Serial opowiada o życiu i pracy Tess, która pracuje w ekskluzywnej restauracji w Nowym Jorku. Dziewczyna poznaje blaski i cienie życia elit.

## Obsada

### Główna
- Ella Purnell jako Tess[3]
- Tom Sturridge jako Jake[4]
- Caitlin FitzGerald jako Simone[4]
- Evan Jonigkeit jako Will[4]
- Eden Epstein jako Ari[4]
- Jasmine Mathews jako Heather[4]
- Daniyar jako Sasha[4]
- Paul Sparks jako Howard[4]

### Role drugoplanowe
- Jimmie Saito jako Scott[5]

## Odcinki
| Sezon | Odcinki | Oryginalna emisja w Starz | Oryginalna emisja w Starz |
| Sezon | Odcinki | Premiera sezonu           | Finał sezonu              |
| ----- | ------- | ------------------------- | ------------------------- |
| 1     | 6       | 6 maja 2018               | 10 czerwca 2018           |
| 2     | 8       | 14 lipca 2019             | 18 sierpnia 2019          |

### Sezon 1 (2018)
| Nr | # | Tytuł                    | Reżyseria        | Scenariusz                           | Premiera w Starz |
| -- | - | ------------------------ | ---------------- | ------------------------------------ | ---------------- |
| 1  | 1 | Salt                     | Richard Shepard  | Stephanie Danler                     | 6 maja 2018      |
| 2  | 2 | Now Your Tongue Is Coded | Cherien Dabis    | Stuart Zicherman                     | 13 maja 2018     |
| 3  | 3 | Everyone Is Soigné       | Adam Bernstein   | Kenneth Lin                          | 20 maja 2018     |
| 4  | 4 | Simone's                 | Shira Piven      | Liz Tuccillo                         | 27 maja 2018     |
| 5  | 5 | Weird Night              | Ry Russo-Young   | Stephanie Danler, Deborah Schoeneman | 3 czerwca 2018   |
| 6  | 6 | It's Mine                | Stuart Zicherman | Jaquen Castellanos, Azie Dungey      | 10 czerwca 2018  |

### Sezon 2 (2019)
| Nr | # | Tytuł                  | Reżyseria          | Scenariusz              | Premiera w Starz |
| -- | - | ---------------------- | ------------------ | ----------------------- | ---------------- |
| 7  | 1 | The Pork Special       | Augustine Frizzell | Stephanie Danler        | 14 lipca 2019    |
| 8  | 2 | Equifax & Experian     | Augustine Frizzell | Stuart Zicherman        | 14 lipca 2019    |
| 9  | 3 | Last of the Season     | Marta Cunningham   | Kenneth Lin             | 21 lipca 2019    |
| 10 | 4 | Sec or Demi-Sec        | Marta Cunningham   | Charise Castro Smith    | 28 lipca 2019    |
| 11 | 5 | Entropy                | Geeta Patel        | Sharr White             | 4 sierpnia 2019  |
| 12 | 6 | Truffles and Champagne | Geeta Patel        | Christopher Oscar Pena  | 11 sierpnia 2019 |
| 13 | 7 | Peach Treats           | Stuart Zicherman   | Lucy Thurber            | 18 sierpnia 2019 |
| 14 | 8 | Bodega Cat             | Stuart Zicherman   | Azie Dungey & Luke Sand | 18 sierpnia 2019 |

## Produkcja
Na początku października 2017 roku, stacja Starz zamówiła sześcioodcinkowy sezon serialu.
W tym samym miesiącu poinformowano, że Ella Purnell, Tom Sturridge, Caitlin FitzGerald, Paul Sparks, Evan Jonigkeit, Daniyar, Eden Epstein oraz Jasmine Mathews dołączyli do obsady dramatu.
W styczniu 2018 roku, ogłoszono, że Jimmie Saito wcieli się w rolę Scotta.
15 lipca 2018 roku, ogłoszono przedłużenie serialu o drugi sezon.